# Klostermansfeld
Klostermansfeld ist eine Gemeinde im Landkreis Mansfeld-Südharz in Sachsen-Anhalt.

## Geografie

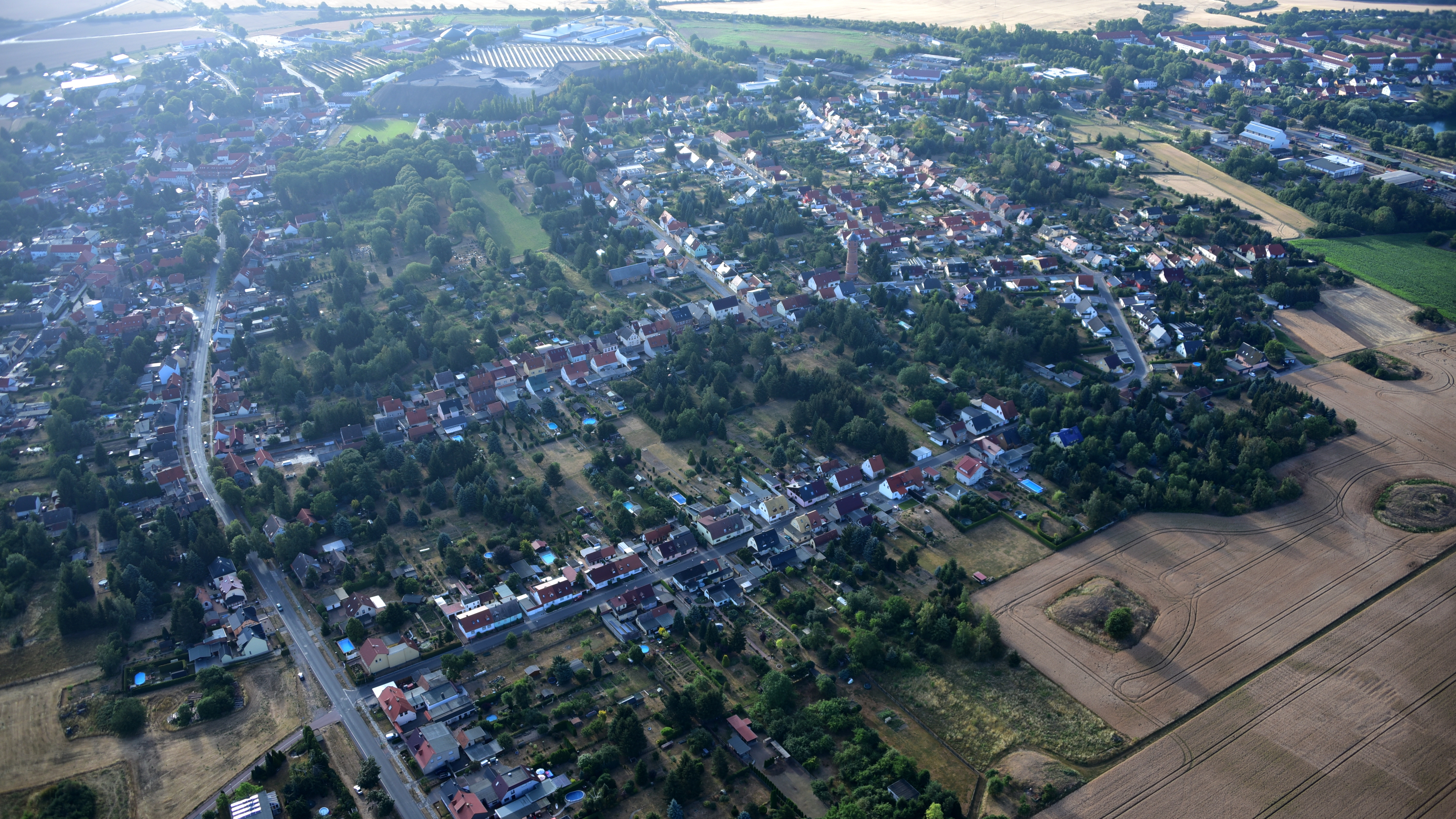
Klostermansfeld, Luftaufnahme (2018)

### Geografische Lage
Klostermansfeld liegt im östlichen Harz-Vorland. Dieser Landstreifen wird auch Mansfelder Land genannt, nach der nordwestlich von Klostermansfeld gelegenen Stadt Mansfeld. Neben flachhügeligen Hochflächen kommen um Klostermansfeld Täler und Gründe vor, in denen kleinere Bäche fließen. Darunter zählen die Alte Wipper im nordöstlich gelegenen Möchsgrund und der Wilde Graben im sog. Hegegrund südöstlich von Klostermansfeld. Wenige Kilometer im Nordwesten bildete das Flüsschen Wipper ein tieferes Tal aus, in dem die nächsten Landstädte Mansfeld und Hettstedt liegen. Die nächste Kleinstadt ist das sieben Kilometer südöstlich gelegene Lutherstadt Eisleben.
In Klostermansfeld beginnend zieht sich ein Band aus Siedlungen nach Süden bis Wimmelburg. Diese gehören wie Klostermansfeld selbst zur Verbandsgemeinde Mansfelder Grund-Helbra an, die ihren Verwaltungssitz in Helbra hat. Um Klostermansfeld verteilt stehen viele kleinere sowie wenige größere Altbergbauhalden. Die größten davon sind die sog. Pyramiden des Mansfelder Landes. Weiterhin gibt es viele Ackerflächen um Klostermansfeld.

### Ausdehnung und Nutzung des Gemeindegebiets
Wie die anderen Gemeinden in der Verbandsgemeinde ist auch Klostermansfeld nicht sehr groß. Seine größte Ost-West-Ausdehnung beträgt 5 km, vom nördlichsten zum südlichsten Punkt misst sie 4,7 km. Die folgende Tabelle zeigt die Flächenverteilung der Gemeinde. Wasserflächen gibt es in Klostermansfeld sehr wenige, sie wurden deshalb, wie Verkehrsflächen auch, den sie umgebenden Flächen zugeordnet. Haldenfläche bezeichnet die Fläche, die durch drei Kupferschieferhalden bedeckt wird.
| Fläche nach Nutzungsart | Gesamtfläche in ha | Anteil an der Fläche der Gemeinde |
| ----------------------- | ------------------ | --------------------------------- |
| Siedlungsfläche         | 182,2              | 21,3 %                            |
| Haldenfläche            | 32,4               | 3,8 %                             |
| Parks                   | 11,5               | 1,4 %                             |
| Wald und Wiesenfläche   | 3,47               | 0,4 %                             |
| Äcker und Felder        | 623,4              | 73,1 %                            |

### Nachbargemeinden
Nachbargemeinden sind Mansfeld im Norden, Gerbstedt und die Lutherstadt Eisleben im Osten und Helbra und Benndorf im Süden.

## Geschichte

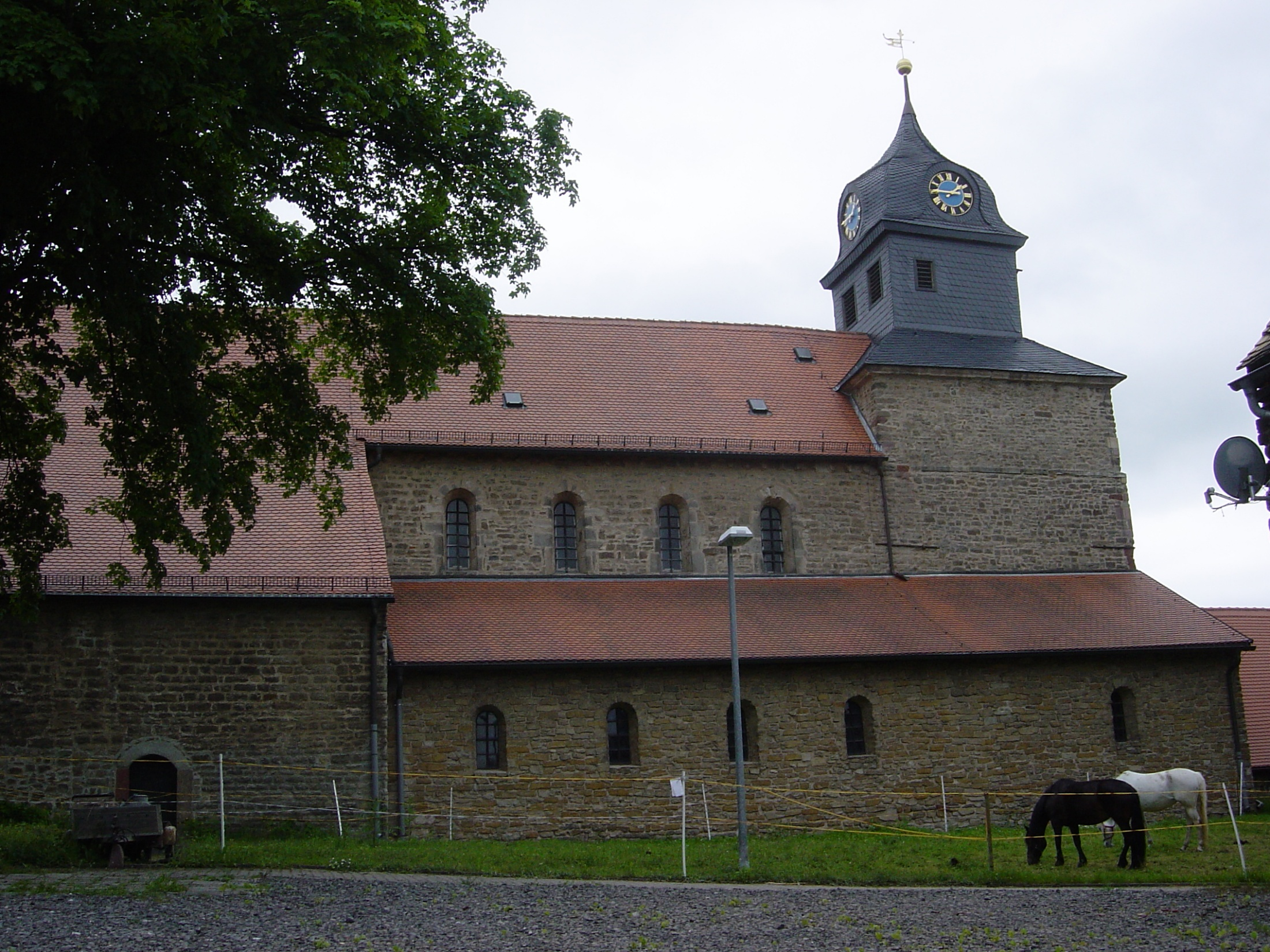
Klosterkirche Klostermansfeld

Bereits im 8. Jahrhundert war die Region um Klostermansfeld ein Ziel von Missionstätigkeiten des Klosters zu Fulda. Damals erstreckten sich hier nach Osten bis zur Saale die Grenzgebiete des damaligen Heiligen Römischen Reichs. Siedlungsreste der damals hier lebenden slawischen Völker gab es auf der sog. Siebenhitze, wo heute die Halde 81 im Südwesten des heutigen Klostermansfelds steht.
Klostermansfeld wird erstmals am 22. Oktober 973 als Mannesfeld in einer Tauschurkunde König Ottos II. erwähnt, in der er ein Tauschgeschäft zwischen Erzbischof Adalbert von Magdeburg und dem Abt Werinher von Fulda bestätigt.
Um 1040 wurde ein Benediktinerkloster in Mansfeld gegründet, das sich nach nur 19 Jahren dem Orden vom Tale Josaphat anschloss. Die Anlage wurde während des Bauernkrieges 1525 stark beschädigt, doch die Klosterkirche wurde wieder aufgebaut und ist jetzt eine Station der Straße der Romanik.
Im Hegegrund südöstlich von Klostermansfeld lag im Mittelalter das Dorf Bockstal, das jedoch nur kurz bestand. Heute gibt es zwischen der alten Dorfstätte und Klostermansfeld den Haltepunkt Bockstal der Mansfelder Bergwerksbahn.

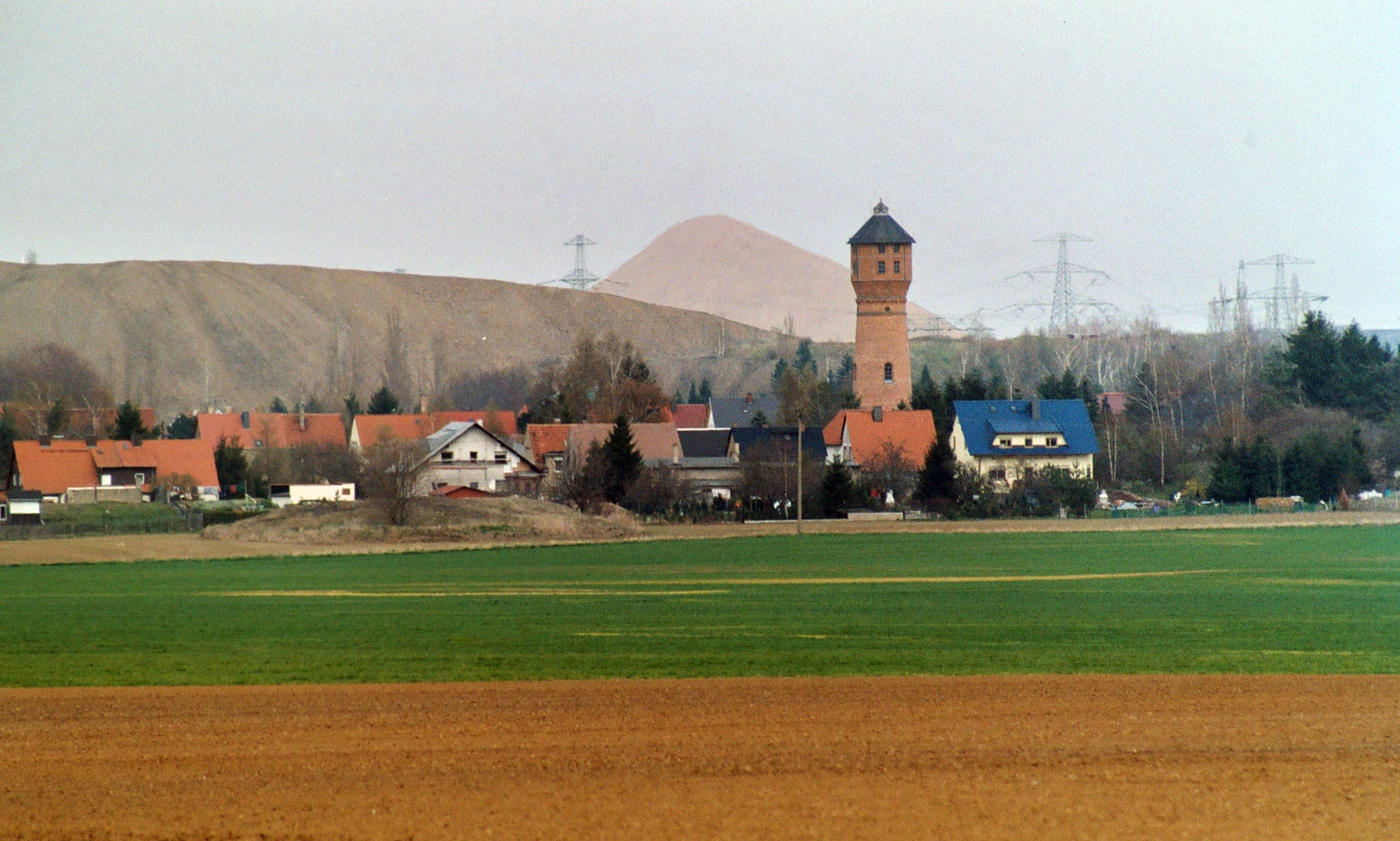
Halden des Kupferschiefer-Bergbaus in Klostermansfeld und Wasserturm

Nachdem das Kloster im Jahre 1526 von Graf Gebhard von Mansfeld-Hinterort in ein gräfliches Amt umgewandelt wurde, bestand die Bevölkerung lange zunächst aus Bauern, die auf den umliegenden Feldern ihren Lebensunterhalt verdienten. Noch Anfang des 18. Jahrhunderts waren darunter 31 Kossaten und fünf Halbspänner. Durch ein Aufkommen des Bergbaus stieg die Einwohnerzahl deutlich an, so lebten im Jahre 1780 schon über 600 Menschen in Klostermansfeld. In den Bergwerken der Umgebung wurde zunächst in mühevoller Handarbeit ein kupfer- und silberhaltiger Schiefer abgebaut. In den späteren Jahren wurden die Gruben zunehmend tiefer und an Belegschaft größer. Größere Betriebe unmittelbar in Klostermansfeld waren der Theodorschacht an der Straße nach Mansfeld und der Schacht 81 (benannt nach dem Lichtloch Nummer 81 des Schlüsselstollens) unmittelbar im Ort. Das abgebaute Material wurde in sog. Hütten in der Umgebung zu Metallen weiterverarbeitet. Eine solche Stand zum Beispiel an der Straße Hettstedt-Eisleben (heute B180), wo sie den Hegegrund kreuzt. In den späteren Jahren wanderte der Abbau in Richtung Osten zum Zirkelschacht weiter.
Im Jahre 1809 wurde Klostermansfeld über die sog. Kanonenbahn an das Eisenbahnnetz angeschlossen. Der Bau dieser Strecke mit der Überbrückung der Quellgründe der Bösen Sieben südwestlich von Klostermansfeld und der im Anschluss folgenden Untertunnelung des Hornburger Sattels bei Blankenheim galt damals als technische Meisterleistung.
Nachdem das Mansfelder Land an Preußen gefallen war, lag Klostermansfeld an der Südgrenze des sog. Mansfelder Gebirgskreises in der Provinz Sachsen. Der Nachbarort Benndorf lag schon im sog. Mansfelder Seekreis.
Am 30. September 1928 wurde der Hauptteil des Gutsbezirkes Klostermansfeld mit der Landgemeinde Klostermansfeld vereinigt. In der SBZ ab 1945 bzw. der DDR lag Klostermansfeld zunächst im neu gegründeten Bundesland Sachsen-Anhalt und kam nach der Verwaltungsreform von 1952 zum Bezirk Halle, Kreis Eisleben. Nach der Wende und friedlichen Revolution kam das Mansfelder Land zum wiedererrichteten Bundesland Sachsen-Anhalt und wurde daraufhin mehrfach neu gegliedert, so lag Klostermansfeld erst im Kreis Eisleben, dann ab 1994 im neuen Landkreis Mansfelder Land, der schließlich 2007 mit dem Altkreis Sangerhausen zum jetzigen Landkreis Mansfeld-Südharz vereinigt wurde.

## Politik

### Gemeinderat
Bei den letzten Wahlen zum Gemeinderat im Jahre 2019 erreichten die Wählergruppen mit 61,9 % der Stimmen das stärkste Ergebnis. Sie belegten damit neun Sitze. Die CDU erreichte mit 22,5 % der Stimmen drei Sitze. Weiterhin bekamen die Parteien FBM 8,5 % und Linke 7,3 % der Stimmen und damit jeweils einen Sitz im Gemeinderat. Insgesamt wurden 14 Sitze für den Rat mit einer Wahlbeteiligung von 54,2 % gewählt.

### Bürgermeister
Der ehrenamtliche Bürgermeister Uwe Tempelhof wurde zum ersten Mal am 28. Februar 1999 gewählt. 2006 gewann er die Wahl gegen Peter Günther. Am 13. Januar 2013 wurde er einhellig im Amt bestätigt. Zum 1. Mai 2020 übernahm Frank Ochsner nach gewonnener Wahl das Amt als Bürgermeister.

### Wappen
Das Wappen wurde am 6. März 1939 durch den Oberpräsidenten der Provinz Sachsen verliehen.
Blasonierung: „Geviert; Feld 1 und 4: in Silber sechs (3:3) rote Rauten (Stammwappen der Grafen von Mansfeld); Feld 2: in Blau die schräggekreuzten goldenen Berghämmer; Feld 3: in Blau ein goldenes dreiblättriges Kleeblatt.“
Das älteste Siegel zeigt ein Kirchengebäude, belegt mit dem Schilde der Grafen von Mansfeld; ein Siegel des 18. Jh. dagegen zeigt das Kleeblatt (als eigentliches Gemeindezeichen) und die Berghämmer. Aus diesen Symbolen wurde das neue Wappen geschaffen, wobei das Bild der Kirche entsprechend den neuen Bestimmungen in Fortfall kam.
Das Wappen wurde von dem Magdeburger Staatsarchivrat Otto Korn gestaltet.

## Kultur und Sehenswürdigkeiten

### Bauwerke

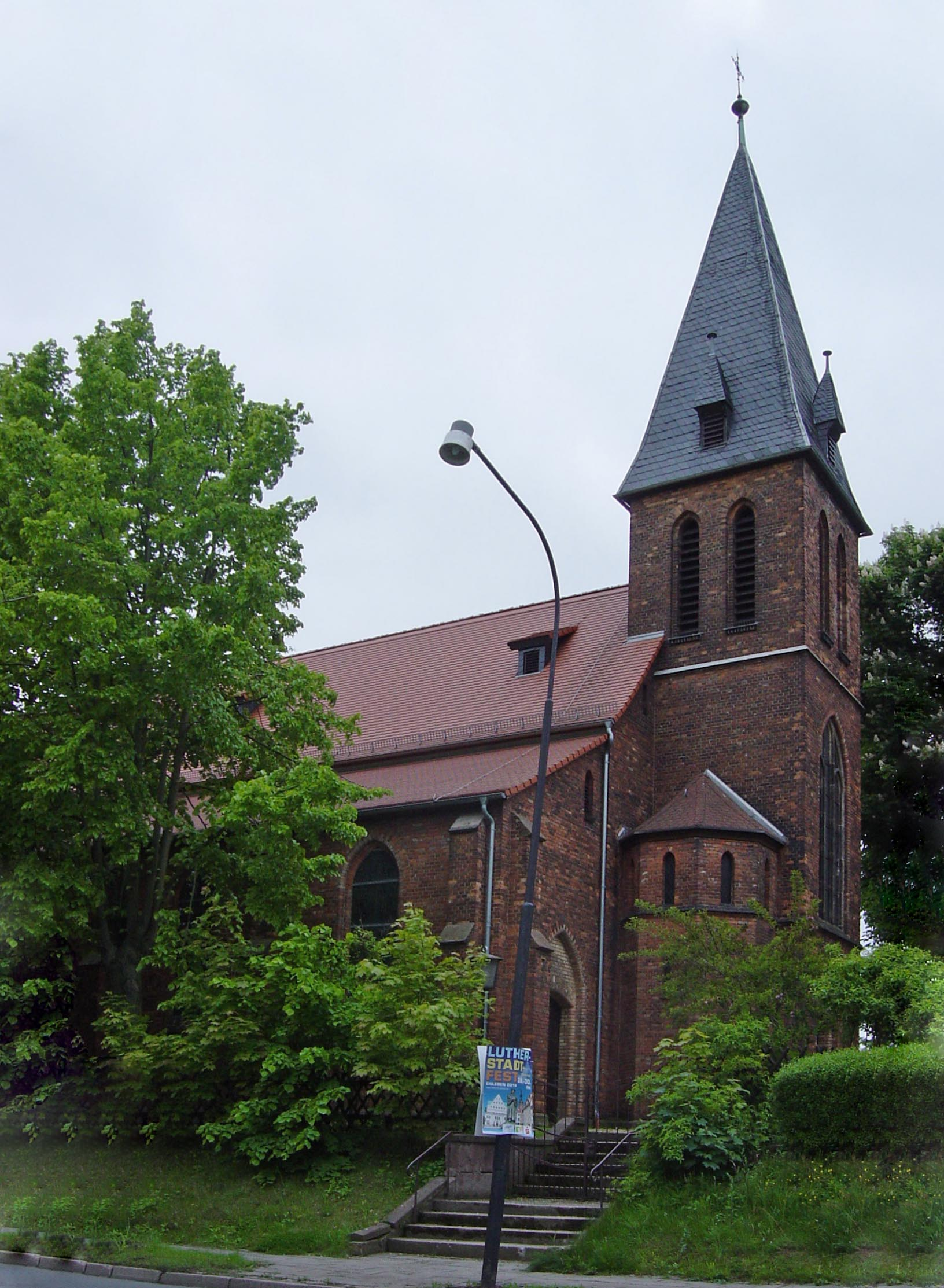
Die katholische St.-Joseph-Kirche

- Klosterkirche: Das im Jahre 1170 gegründete, dreischiffige romanische Gotteshaus wurde im 16. Jahrhundert teilweise abgetragen und zerstört. Zu Beginn des 18. Jahrhunderts erfolgte der Bau einer welschen Haube auf dem Kirchturm. Im 19. Jahrhundert wurden die Fenster wesentlich vergrößert. In den 1960er Jahren wurde die Kirche umfassend saniert und restauriert.[15]

- St.-Joseph-Kirche: Die 1894 gegründete katholische Kirche wurde im neogotischen Stile im Nordwesten des Dorfes errichtet. Sie hat einen quadratischen Turm und ist im Inneren schlicht gestaltet.[15]

- Siehe auch: Liste der Kulturdenkmale in Klostermansfeld

### Gedenkstätten
- Grabstätten auf dem Ortsfriedhof für zwei namentlich bekannte Polen, die während des Zweiten Weltkrieges nach Deutschland verschleppt und Opfer von Zwangsarbeit wurden
- Zwei Stolpersteine für ein durch das Regime der Nationalsozialisten ermordetes jüdisches Ehepaar, das vorher ein Kleidungsgeschäft in der Chausseestraße unterhielt.[16]
- Denkmal für die Gefallenen des Ersten Weltkriegs 1914–1918 im Alten Friedhof.
- Denkmal für die Gefallenen des Deutsch-Französischen Kriegs 1870–1871 im Alten Friedhof.
- Gedenkstein für Luther an der Chausseestraße.

### Parks
Zentral in Klostermansfeld liegt der Alte Friedhof. Dieser wird heute jedoch nicht mehr in seiner ursprünglichen Bedeutung genutzt. Unmittelbar neben dem Alten Friedhof steht der noch als solcher genutzte Neue Friedhof.

### Dialekt
Klostermansfeld liegt im Zentrum eines Gebiets, in dem die sog. Mansfäller Mundart vorkommt. Dabei handelt es sich um einen Grenzdialekt zwischen dem Obersächsischen und dem Thüringischen Raum. In einer Untersuchung aus dem 19. Jahrhundert wurde dabei festgestellt, dass der Raum Klostermansfeld innerhalb des Mansfeldischen in der Mundart des Eigentlich Mansfeldischen liegt. Charakteristische für diese Mundart sind u. a. Verschiebungen der Laute o zu u (Uhstern statt Ostern), ei zu ä (Bähne statt Beine), e zu i (sihre statt sehr) und äu zu ai (Baime statt Bäume). Schon 1886 wurde angemerkt, dass die damaligen jungen Leute den alten Dialekt immer mehr verlernten und veränderten.

## Wirtschaft und Infrastruktur

### Verkehr

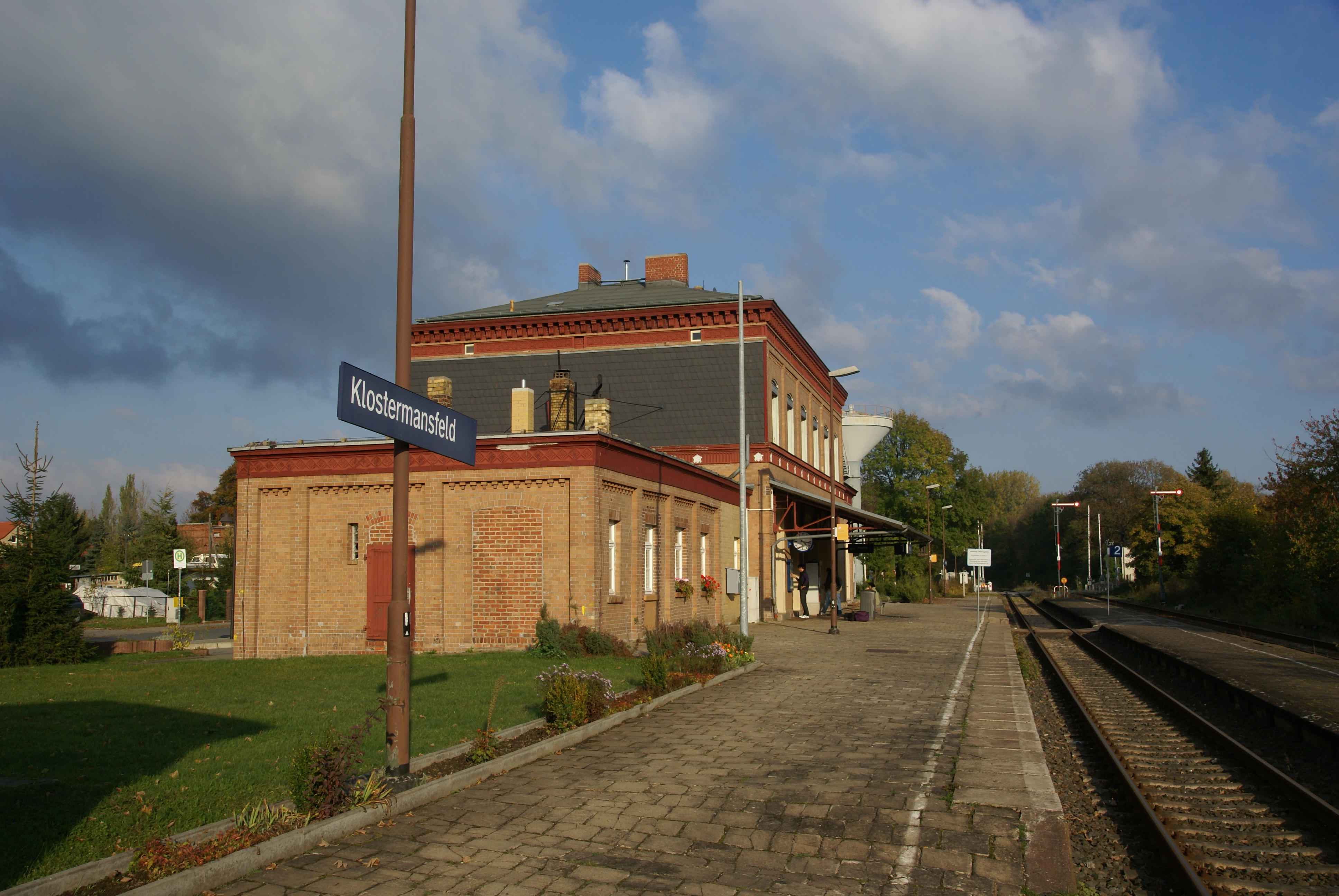
Der Bahnhof von Klostermansfeld

#### Eisenbahnverkehr
Klostermansfeld liegt an der Bahnstrecke Berlin–Blankenheim, die ein Teil der sog. Kanonenbahn ist. Vom zwischen Klostermansfeld und Benndorf liegenden Bahnhof fahren Züge nach Hettstedt und Sangerhausen sowie weiter in die Großstädte Magdeburg und Erfurt. Von dieser Bahnstrecke zweigt in Klostermansfeld die kleinere Nebenstrecke Klostermansfeld–Wippra ab. Diese Strecke wird jedoch seit April 2015 nur noch an Wochenenden und Feiertagen planmäßig von Personenzügen befahren. Der Schienenpersonennahverkehr auf dieser Strecke wurde vom Aufgabenträger Nahverkehrsservice Sachsen-Anhalt zum 13. April 2015 abbestellt. Es findet u. a. ermöglicht durch eine finanzielle Bezuschussung vom Land Sachsen-Anhalt, ein touristischer Gelegenheitsverkehr an Wochenenden und Feiertagen statt. Die Bahnstrecke ist mittlerweile Eigentum der Mansfelder Bergwerksbahn.
Nur noch touristische Bedeutung haben die Museumszüge der Mansfelder Bergwerksbahn, die vom Bahnhof Klostermansfeld aus über Thondorf und Siersleben bis Hettstedt verkehren. In vergangenen Zeiten verbanden sie die Bergarbeitersiedlungen des Mansfelder Landes mit den Schächten des Kupferbergbaus.

#### Busverkehr
Der öffentliche Personennahverkehr wird unter anderem durch den PlusBus des Bahn-Bus-Landesnetz Sachsen-Anhalt erbracht. Folgende Verbindung führt durch Klostermansfeld:
- Linie 420: Hettstedt ↔ Mansfeld ↔ Klostermansfeld ↔ Benndorf ↔ Eisleben

#### Straßenverkehr
Klostermansfeld ist über die Bundesstraße 180 mit Eisleben und Hettstedt verbunden. Hinter diesen Zielen bestehen Anschlüsse an die Bundesautobahn 36 und 38. Die Bundesstraße 242 verbindet Klostermansfeld mit dem Harz. Über Landesstraßen können Sangerhausen und die ca. 40 km entfernte Großstadt Halle (Saale) erreicht werden.

### Energie
Das Umspannwerk Klostermansfeld des Übertragungsnetzbetreibers 50Hertz verbindet die von den Umspannwerken Wolmirstedt und Bad Lauchstädt kommenden Höchstspannungsleitungen mit den Leitungen des Verteilnetzbetreibers Mitnetz Strom.

## Persönlichkeiten
- Hans Bennecke (1859–1898), Rechtswissenschaftler
- Otto Scharf (1875–1942), Bergbauingenieur, Bergwerksdirektor und Industrie-Manager
- Albrecht Wüstenhagen (1892–1944), deutscher Generalleutnant im Zweiten Weltkrieg
- Jochen Pommert, (1929–2019), deutscher Journalist
- Silvia Schmidt (* 1954), SPD-Politikerin, 1998–2013 Bundestagsabgeordnete
- Marco Kurth (* 1978), Fußballspieler